# 핌 베어벡
페터르 팀 디르크 페르베이크(네덜란드어: Peter Tim Dirk Verbeek, 1956년 3월 12일 ~ 2019년 11월 28일)는 핌 베어벡(Pim Verbeek 핌 페르베이크[*])라고 불리는 네덜란드 로테르담 출신의 축구 감독이었다. 2006년부터 2007년까지 대한민국 축구 국가대표팀의 감독을 맡았다. 핌의 동생인 로베르트 베어벡 또한 축구 감독으로 일하고 있다.

## 축구인 경력

### 선수 경력
베어벡의 아버지 코스 베어벡은 축구 선수 출신으로 스파르타 로테르담에서 코치와 스카우트로 일했다.
베어벡은 미드필더로 활약하면서 스파르타 로테르담에서만 뛰었다. 25살의 나이로 선수 생활을 끝냈다.

### 지도자 경력

#### 대한민국
2002년 FIFA 월드컵 때 거스 히딩크 감독 밑에서 코치로 활약하였고, 월드컵 4강 진출에 공헌하였다. 2002년 FIFA 월드컵 이후 대한민국을 떠났지만, 2005년 딕 아드보카트의 권유로 대한민국 축구 국가대표팀의 수석 코치로 취임하면서 복귀하게 되었다. 2006년 FIFA 월드컵에서 1승 1무 1패의 성적에 기여하였고, 아드보카트가 물러난 후 2006년 6월 26일에 2년 계약을 맺고 대한민국 축구 국가대표팀의 새 감독으로 선임되었다. 감독으로 지내는 동안 대한축구협회 기술위원회와 한국프로축구연맹의 지원과 협조가 부족한 탓에 대표 소집에 어려움을 겪었으며, 선수단을 장악하고 전술을 펼치는 데에도 한계를 보였다. 팀을 2007년 AFC 아시안컵 본선으로 이끈 뒤, AFC 아시안컵 본선에서 3위를 차지하였다. 하지만 6경기 3득점, 토너먼트 진출 이후에는 3경기 0득점이라는 저조한 득점력으로 비판을 받게 되었고, 2007년 7월 29일 자진 사퇴 형식으로 팀을 떠나게 되었다. 그의 후임으로 허정무가 선임되었다.
대한민국에서 활동하는 동안 원래 이름인 페르베이크가 아닌 '베어벡'이라는 이름으로 알려졌고, 팬들로부터 '곰가방'이라는 별명을 얻었으며 베어벡도 이 사실을 알고 있었다.

#### 오스트레일리아
대한민국을 떠난 후 2007년 12월 7일 오스트레일리아 축구 국가대표팀 감독에 선임됐다.
2010년 FIFA 월드컵과 2011년 AFC 아시안컵 본선 진출에 성공하였다. 그러나 오스트레일리아는 2010년 FIFA 월드컵에서 1승 1무 1패를 기록하고도 예선에서 독일에게 크게 진 까닭에 가나에 골득실에서 뒤져 16강 진출에 실패하였다.
오스트레일리아 축구 국가대표팀 감독으로 지내는 동안 여러번 A리그의 수준을 낮게 평가했다. 2009년 1월 28일에 열린 인도네시아와의 2011년 AFC 아시안컵 예선 경기에서 득점 없이 무승부를 기록한 뒤 A리그에서 뛰던 공격수 아치 톰프슨과 대니 올소프를 두고 '완전히 희망이 없다'고 평가했으며, 제이슨 쿨리나가 PSV 에인트호번을 떠나 A리그 팀으로 이적한 것을 두고 공개적으로 비판했다.

#### 모로코
2010년 FIFA 월드컵 이후 베어벡은 모로코 U-23 축구 국가대표팀의 감독으로 선임됐다.
2011년 아프리카 U-23 축구 선수권 대회에서 준우승을 차지했으며, 2012년 하계 올림픽에 참가했다. 2002년 FIFA 월드컵에서 홍명보와 맺은 인연으로 올림픽 때 몇몇 팀의 전력 분석을 도와 주기도 했다. 올림픽이 끝난 뒤 감독직을 내려놓았다.

#### 오만
2016년에 오만 축구 국가대표팀은 2018년 FIFA 월드컵 진출에 실패한 뒤 베어벡을 감독으로 선임했다. 2017년 걸프컵에서 우승을 차지하며 오만 축구 국가대표팀에게 역대 두 번째 걸프컵 우승 트로피를 안겨주었으며, 베어벡 본인도 첫 번째 국제 대회 우승을 차지했다.
오만 축구 국가대표팀은 2019년 AFC 아시안컵에서 16강에 진출하며 대표팀 역사상 처음으로 아시안컵에서 결선 토너먼트에 진출했다. 베어벡은 대회가 끝난 뒤 감독직에서 물러나며 지도자 은퇴를 선언했고, 오만 축구 협회는 비상 대책 회의를 열고 논의한 끝에 사의를 받아들이기로 결정했다. 2019년 2월 12일에 스파르타 로테르담은 베어벡을 이사회 이사로 선임할 것이라고 밝혔다.

## 사망
2019년 2월 7일 언론을 통해 베어벡이 암으로 투병하고 있다는 사실이 알려졌다.
베어벡은 2019년 11월 28일에 4년간 암으로 투병한 끝에 63살의 나이로 사망했다.

## 같이 보기
- 대한축구협회
- 거스 히딩크
- 딕 아드보카트
- 압신 고트비